# Белка (приток Жирака)
Белка (укр. Білка) — река на Украине, протекает по территории Кременецкого района Тернопольской области. Правый приток реки Жирак (бассейн Днепра).
Вытекает из источников на севере села Вербовец, протекает через село Мартышкивцы, впадает в реку Жирак в селе Малая Белка. Длина реки 17 км, площадь бассейна 46 км2.